# Deparia wilsonii
Deparia wilsonii är en majbräkenväxtart som först beskrevs av Christ, och fick sitt nu gällande namn av Xian Chun Zhang. Deparia wilsonii ingår i släktet Deparia och familjen Athyriaceae.

## Underarter
Arten delas in i följande underarter:
- D. w. habaensis
- D. w. incisoserrata
- D. w. maxima
- D. w. muliensis